# Viesly
Viesly ist eine französische Gemeinde mit 1.364 Einwohnern (Stand: 1. Januar 2022) im Département Nord in der Region Hauts-de-France. Sie gehört zum Arrondissement Cambrai und zum Kanton Caudry. 

## Geographie
Die Gemeinde Viesly liegt etwa 16 Kilometer ostsüdöstlich von Cambrai. Der Fluss Erclin bildet die südwestliche Gemeindegrenze von Viesly. Umgeben wird Viesly von den Nachbargemeinden Saint-Vaast-en-Cambrésis im Nordwesten und Norden, Saint-Python im Norden und Nordosten, Solesmes im Nordosten und Osten, Briastre im Osten, Inchy und Beaumont-en-Cambrésis im Süden, Béthencourt im Südwesten und Westen, Quiévy im Westen sowie Saint-Hilaire-lez-Cambrai im Nordwesten. Mit fünf Windrädern im Norden hat die Gemeinde Viesly einen Anteil an einem interkommunalen Windpark.

## Bevölkerungsentwicklung
| Jahr                       | 1962 | 1968 | 1975 | 1982 | 1990 | 1999 | 2006 | 2013 | 2021 |
| Einwohner                  | 2186 | 2243 | 2102 | 1844 | 1566 | 1419 | 1350 | 1483 | 1379 |
| Quellen: Cassini und INSEE |      |      |      |      |      |      |      |      |      |

## Sehenswürdigkeiten

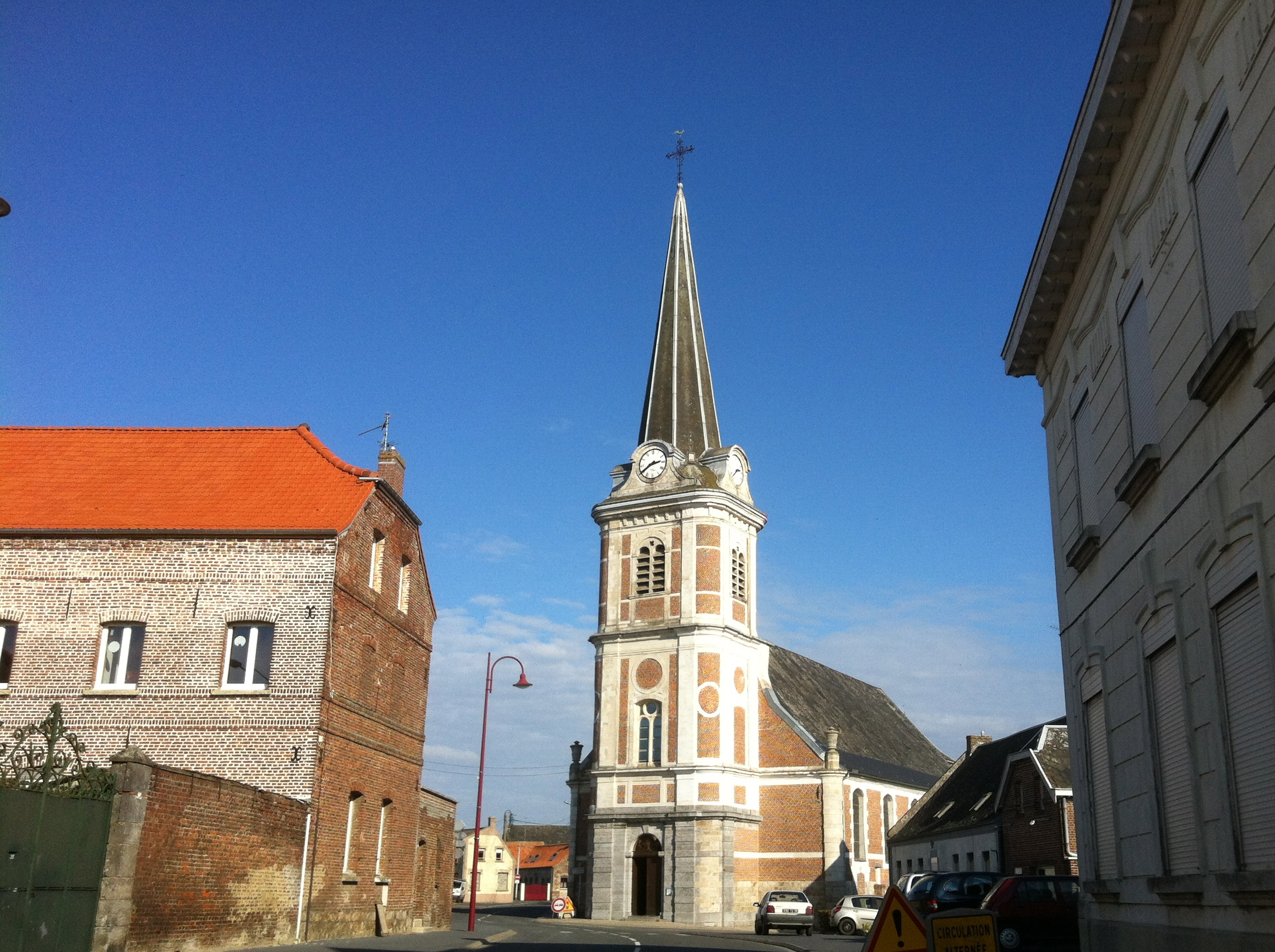
Kirche Saint-Martin
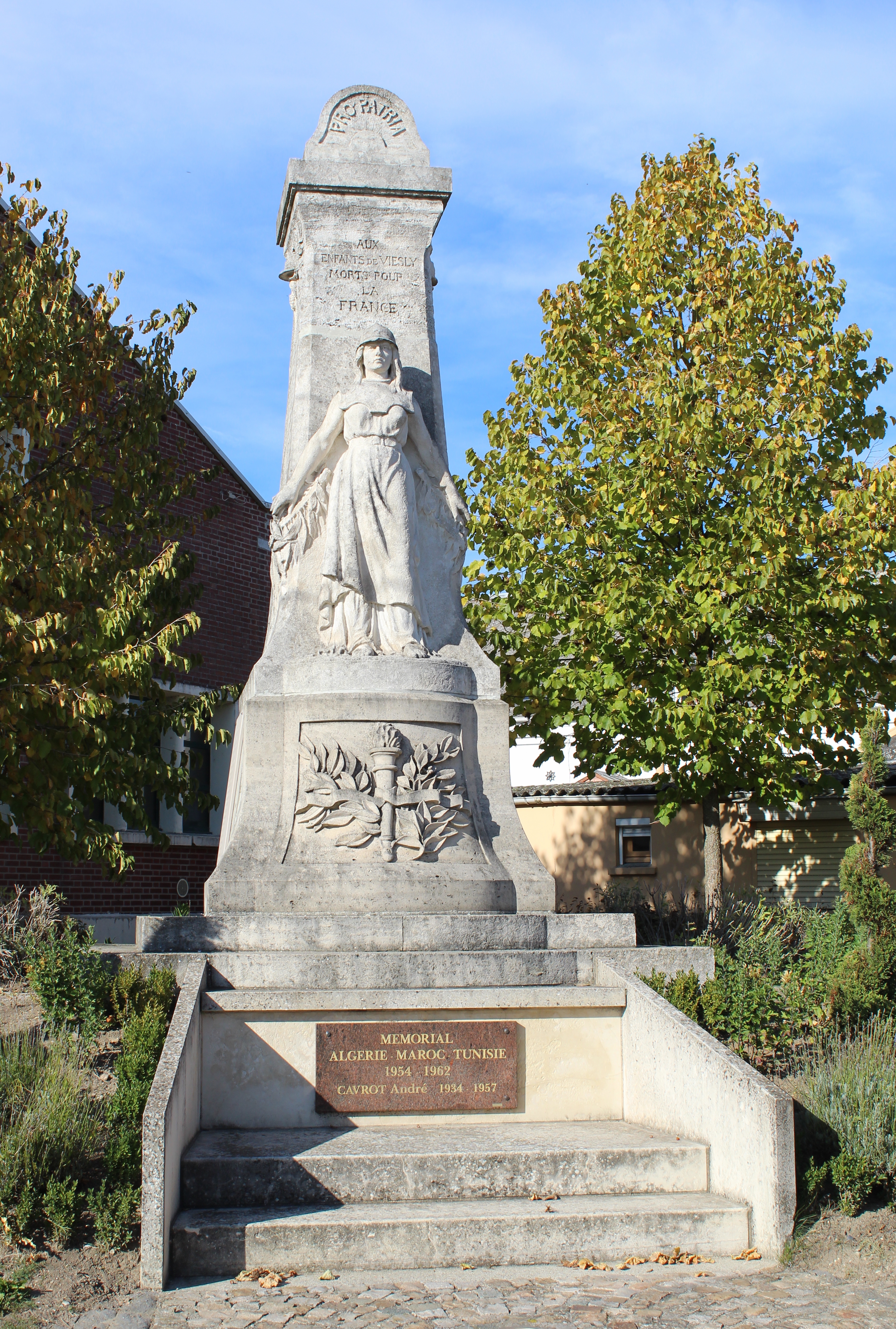
Wasserturm

- Kirche Saint-Martin
- Gefallenendenkmal

## Persönlichkeiten
- Édouard Depreux (1898–1981), Politiker
- Édouard Delberghe (1935–1994), Radrennfahrer